# Berngal
Berngal lub Bearnghal – legendarny zwierzchni król Irlandii z dynastii Milezjan (linia Íra, syna Mileda) w latach 617-605 p.n.e. Syn Gede Ollgothacha, zwierzchniego króla Irlandii. 
Berngal pokonał i zabił w bitwie pod Breagh Fiachę III Finnailchesa, swego stryjecznego brata oraz zabójcę ojca Gede Ollgothacha. Następnie zajął opróżniony zwierzchni tron irlandzki. Są rozbieżności, co do czasu jego rządów. Roczniki Czterech Mistrzów podały dwanaście, zaś Lebor Gabála Érenn („Księga najazdów Irlandii”) podała dwadzieścia jeden lat rządów. Ta poinformowała, że z powodu wielu wojen prowadzonych przez niego, zaczęło brakować mleka i zboża w Irlandii. Według „Roczników”, Berngal został zabity przez Oiliolla i Sirnę Saeglacha mac Dian, prawnuka arcykróla Roithechtaigha I. Zwierzchnia władza nad Irlandią przeszła na pierwszego z nich, Oiliolla I, brata stryjecznego zabitego oraz syna arcykróla Slanolla.